# バレンシア湾

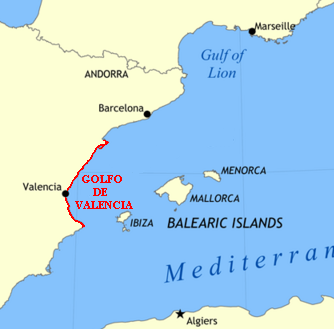
地中海西部におけるバレンシア湾（赤線）

バレンシア湾（カタルーニャ語: Golf de València, スペイン語: Golfo de Valencia）は、スペイン東海岸にある湾。地中海西部のバレアレス海に位置する。

## 範囲
南端はバレンシア州アリカンテ県ハベア/シャビアのナウ岬である。北端はバレンシア州カステリョン県北端部のビナロスであるとされることもあれば、エブロ川河口（エブロ・デルタ）であるとされることもある。

## 地理

### 島嶼
イベリア半島の49km沖合には無人島のコルンブレテス諸島があるが、バレンシア湾に有人島は存在しない。本初子午線はバレンシア湾の中を通っている。

### 沿岸地域
バレンシア湾に面する海岸は砂浜海岸であることが多い。海岸には沿岸湿地も多く見られ、ラムサール条約登録湿地であるアルブフェーラ潟はその代表例である。バレンシア湾沿岸の気候は地中海性気候である。バレンシア湾沿岸はスペインの中でも人口密度が高い地域である。バレンシア湾沿岸の低地は肥沃であり、米、オレンジやレモンなどの柑橘類が生産されている。